# Oerlikon Millennium

35-мм артилерійська установка «Ерлікон Міленіум» — швидкострільна автоматична корабельна зенітна установка розроблена компанією «Ерлікон» (підрозділ компанії «Рейнметал») на основі 35-мм наземної зенітної установки тієї ж фірми.

## Опис
На зрізі ствола вимірюється швидкість кожного снаряда і підривник автоматично встановлюється для підриву снаряда на вказаній відстані від цілі. Кожен снаряд містить 152 балістичні елементи вагою 3,3 г, які забезпечують високий вражаючий ефект боєприпасу.
Установка також застосовується для стрільби по дрібним надводним цілям.
«Ерлікон Міленіум» легкий у встановленні, тому що не вимагає отворів у палубі, охолодження, стиснутого повітря або електропостачання. Електропостачання необхідне лише для перезаряджання акумуляторів. Встановлення займає близько години та потребує 6 м² простору на палубі. Маса установки з боєзапасом 252 постріли складає 3300 кг. Корпус установки виготовлений за технологією «стелс».

## Управління вогнем
Управління установкою здійснюється зовнішньою системою керування вогнем SaabTech CEROS 200 від компанії SAAB, яка використовує станцію радіолокації наведення в комбінації з оптико-електронною системою наведення. При необхідності установка забезпечується телекамерою, зображення з якої подається на консоль оператора і дозволяє вести стрільбу в режимі ручного наведення. Комп'ютерна система з відкритою архітектурою сумісна з багатьма існуючими системами керування стрільбою.